# Х'ю Сігрім
Х'ю Пол Сігрім, GC, DSO, MBE (24 березня 1909 — 22 вересня 1944), на прізвисько «Дідусь Довгоногий», був офіцером британської індійської армії, відомий тим, що керував каренськими повстанцями в боротьбі з японськими загарбниками в Бірмі під час Другої світової війни.
Братом Сігріма був Дерек Сігрім, нагороджений Хрестом Вікторії. Він і його брат є єдиними братами і сестрами, нагородженими Хрестами Вікторії та Георгія, обидва посмертно.

## Інтернет-ресурси
- «Karen Remember a World War II Hero», karennews.org. Originally published in The Washington Post, 15 August 2015.
- «Searching for Burma's forgotten World War Two heroes», bbc.com.
- «One Thousand Miles to Freedom, by [Mark Felton describing the extraordinary story of British NCO Roy Pagani who met and served Maj Seagrim»